# جبال باغدشت
تعد سلسلة جبال باغدشت (بالفارسية: قله باغدشت) التي يبلغ ارتفاعها الأعلى 2500 متر فوق مستوى سطح البحر، جزءًا من مرتفعات ريوش ومدينة كاشمر. وهي تقع بالقرب من قرى بند قُرا وكريز وخوشاب وسنغ بير على بعد 25 كم شمال غرب كاشمر و35 كم شمال شرق بردسكن.